# Storm Front Tour
Die Storm Front Tour war eine weltweite Konzerttournee des US-amerikanischen Singer-Songwriters Billy Joel, auf der der Musiker sein 1989 veröffentlichtes und namensgebendes Studioalbum Storm Front vorstellte.

## Hintergrund
Die Aufnahmen zum Album Storm Front und die ersten Planungen für die Tournee, die jeweils 1988 begannen, fielen mit großen Veränderungen in Billy Joels Karriere zusammen und leiteten eine Phase ernsthafter Umwälzungen in seinen Geschäftsangelegenheiten ein. Im August 1989, kurz vor der Veröffentlichung des Albums, entließ Joel seinen Manager (und ehemaligen Schwager) Frank Weber, nachdem eine Buchprüfung erhebliche Unstimmigkeiten in Webers Buchhaltung aufgedeckt hatte. Joel verklagte Weber daraufhin wegen Betrug und Treuepflichtverletzung auf 90 Millionen US-Dollar. Dadurch geriet Joel in ein großes finanzielles Loch, und um das Geld wieder aufzutreiben, tourte er anderthalb Jahre lang ausgiebig.
Mick Jones, der Produzent von Storm Front, brachte Joel außerdem auf die Idee, verschiedene Musiker für das Album einzusetzen. Aus diesem Grund brachte diese Tour viele Veränderungen in der Band mit sich. Joels langjährige Begleitband aus Doug Stegmeyer (Bass), Russell Javors (Rhythmusgitarre), David Lebolt (Keyboards) sowie Peter Hewlett und George Simms als Backgroundsänger war daher auf der Tournee letztendlich nicht anwesend. Die Musiker durch Schuyler Deale (Bass), Mindy Jostyn (Violine), Tommy Byrnes (Rhythmusgitarre), Jeff Jacobs (Keyboards) und Crystal Taliefero (Schlagzeug, Saxophon und Gitarre) ersetzt.
Die Storm Fron Tour startete schließlich am 6. Dezember 1989 in Worcester (Massachusetts) und endete am 24. März 1991 in Mexiko-Stadt. Sie führte Billy Joel und seine Band durch Nordamerika, Europa, Australien und Asien und beinhaltete insgesamt 171 Konzerte.

## Liveaufnahmen
Die beiden Konzerte im New Yorker Yankee Stadium am 22. und 23. Juni 1990 wurden gefilmt und im gleichen Jahr unter dem Titel Billy Joel: Live at Yankee Stadium als Livevideo auf VHS veröffentlicht. Im Jahr 2000 erfolgte eine Wiederveröffentlichung auf DVD. Im Oktober 2022 lief der Konzertfilm zudem für eine begrenzte Zeit in ausgewählten Kinos weltweit.

## Setlist

### Beispiel-Setlist
- Storm Front
- Allentown
- Prelude/Angry Young Man
- Take Me Out to the Ball Game
- Scenes from an Italian Restaurant
- The Downeaster ‘Alexa’
- Goodnight Saigon
- I Go to Extremes
- Pressure
- My Life
- An Innocent Man
- Shameless
- We Didn’t Start the Fire
- Shout
- Uptown Girl
- It’s Still Rock and Roll to Me
- You May Be Right
- Only the Good Die Young
- Miami 2017 (Seen the Lights Go Out on Broadway)
- A Matter of Trust
- Big Shot
- New York State of Mind
- Piano Man

## Tourdaten
| Nr.                  | Datum               | Stadt               | Land                | Veranstaltungsort                     | Anmerkungen         |
| Leg 1 – Nordamerika  | Leg 1 – Nordamerika | Leg 1 – Nordamerika | Leg 1 – Nordamerika | Leg 1 – Nordamerika                   | Leg 1 – Nordamerika |
| -------------------- | ------------------- | ------------------- | ------------------- | ------------------------------------- | ------------------- |
| 1                    | 6. Dezember 1989    | Worcester           | Vereinigte Staaten  | Centrum Center                        |                     |
| 2                    | 8. Dezember 1989    | Worcester           | Vereinigte Staaten  | Centrum Center                        |                     |
| 3                    | 9. Dezember 1989    | Worcester           | Vereinigte Staaten  | Centrum Center                        |                     |
| 4                    | 12. Dezember 1989   | Worcester           | Vereinigte Staaten  | Centrum Center                        |                     |
| 5                    | 13. Dezember 1989   | Worcester           | Vereinigte Staaten  | Centrum Center                        |                     |
| 6                    | 17. Dezember 1989   | Philadelphia        | Vereinigte Staaten  | Spectrum                              |                     |
| 7                    | 18. Dezember 1989   | Philadelphia        | Vereinigte Staaten  | Spectrum                              |                     |
| 8                    | 21. Dezember 1989   | Uniondale           | Vereinigte Staaten  | Nassau Veterans Memorial Coliseum     |                     |
| 9                    | 22. Dezember 1989   | Uniondale           | Vereinigte Staaten  | Nassau Veterans Memorial Coliseum     |                     |
| 10                   | 27. Dezember 1989   | Uniondale           | Vereinigte Staaten  | Nassau Veterans Memorial Coliseum     |                     |
| 11                   | 29. Dezember 1989   | Uniondale           | Vereinigte Staaten  | Nassau Veterans Memorial Coliseum     |                     |
| 12                   | 31. Dezember 1989   | Uniondale           | Vereinigte Staaten  | Nassau Veterans Memorial Coliseum     |                     |
| 13                   | 2. Januar 1990      | Hartford            | Vereinigte Staaten  | Civic Center                          |                     |
| 14                   | 4. Januar 1990      | Hartford            | Vereinigte Staaten  | Civic Center                          |                     |
| 15                   | 5. Januar 1990      | Hartford            | Vereinigte Staaten  | Civic Center                          |                     |
| 16                   | 8. Januar 1990      | Hartford            | Vereinigte Staaten  | Civic Center                          |                     |
| 17                   | 10. Januar 1990     | Landover            | Vereinigte Staaten  | Capital Center                        |                     |
| 18                   | 11. Januar 1990     | Landover            | Vereinigte Staaten  | Capital Center                        |                     |
| 19                   | 14. Januar 1990     | Philadelphia        | Vereinigte Staaten  | Spectrum                              |                     |
| 20                   | 15. Januar 1990     | Philadelphia        | Vereinigte Staaten  | Spectrum                              |                     |
| 21                   | 29. Januar 1990     | Philadelphia        | Vereinigte Staaten  | Spectrum                              |                     |
| 22                   | 30. Januar 1990     | Philadelphia        | Vereinigte Staaten  | Spectrum                              |                     |
| 23                   | 2. Februar 1990     | Syracuse            | Vereinigte Staaten  | Carrier Dome                          |                     |
| 24                   | 3. Februar 1990     | Syracuse            | Vereinigte Staaten  | Carrier Dome                          |                     |
| 25                   | 6. Februar 1990     | Toronto             | Kanada              | Maple Leaf Gardens                    |                     |
| 26                   | 8. Februar 1990     | Auburn Hills        | Vereinigte Staaten  | Palace of Auburn Hills                |                     |
| 27                   | 9. Februar 1990     | Auburn Hills        | Vereinigte Staaten  | Palace of Auburn Hills                |                     |
| 28                   | 12. Februar 1990    | Rosemont            | Vereinigte Staaten  | Rosemont Horizon                      |                     |
| 29                   | 13. Februar 1990    | Rosemont            | Vereinigte Staaten  | Rosemont Horizon                      |                     |
| 30                   | 16. Februar 1990    | Lexington           | Vereinigte Staaten  | Rupp Arena                            |                     |
| 31                   | 18. Februar 1990    | Indianapolis        | Vereinigte Staaten  | Market Square Arena                   |                     |
| 32                   | 19. Februar 1990    | Indianapolis        | Vereinigte Staaten  | Market Square Arena                   |                     |
| 33                   | 22. Februar 1990    | Auburn Hills        | Vereinigte Staaten  | Palace of Auburn Hills                |                     |
| 34                   | 23. Februar 1990    | Auburn Hills        | Vereinigte Staaten  | Palace of Auburn Hills                |                     |
| 35                   | 26. Februar 1990    | Richfield           | Vereinigte Staaten  | Coliseum                              |                     |
| 36                   | 2. März 1990        | Charlotte           | Vereinigte Staaten  | Coliseum                              |                     |
| 37                   | 3. März 1990        | Landover            | Vereinigte Staaten  | Capital Center                        |                     |
| 38                   | 6. März 1990        | St. Petersburg      | Vereinigte Staaten  | Florida Suncoast Dome                 |                     |
| 39                   | 8. März 1990        | Miami               | Vereinigte Staaten  | Miami Arena                           |                     |
| 40                   | 9. März 1990        | Miami               | Vereinigte Staaten  | Miami Arena                           |                     |
| 41                   | 12. März 1990       | Miami               | Vereinigte Staaten  | Miami Arena                           |                     |
| 42                   | 13. März 1990       | Miami               | Vereinigte Staaten  | Miami Arena                           |                     |
| 43                   | 16. März 1990       | Miami               | Vereinigte Staaten  | Miami Arena                           |                     |
| 44                   | 17. März 1990       | Miami               | Vereinigte Staaten  | Miami Arena                           |                     |
| 45                   | 31. März 1990       | Los Angeles         | Vereinigte Staaten  | Memorial Sports Arena                 |                     |
| 46                   | 2. April 1990       | Los Angeles         | Vereinigte Staaten  | Memorial Sports Arena                 |                     |
| 47                   | 3. April 1990       | Los Angeles         | Vereinigte Staaten  | Memorial Sports Arena                 |                     |
| 48                   | 6. April 1990       | Los Angeles         | Vereinigte Staaten  | Memorial Sports Arena                 |                     |
| 49                   | 8. April 1990       | Los Angeles         | Vereinigte Staaten  | Memorial Sports Arena                 |                     |
| 50                   | 9. April 1990       | Oakland             | Vereinigte Staaten  | Oakland-Alameda County Coliseum       | Day on the Green    |
| 51                   | 13. April 1990      | Oakland             | Vereinigte Staaten  | Oakland-Alameda County Coliseum       | Day on the Green    |
| 52                   | 15. April 1990      | Tacoma              | Vereinigte Staaten  | Tacoma Dome                           |                     |
| 53                   | 17. April 1990      | Oakland             | Vereinigte Staaten  | Coliseum Arena                        |                     |
| 54                   | 21. April 1990      | Denver              | Vereinigte Staaten  | McNichols Sports Arena                |                     |
| 55                   | 23. April 1990      | Rosemont            | Vereinigte Staaten  | Rosemont Horizon                      |                     |
| 56                   | 24. April 1990      | Rosemont            | Vereinigte Staaten  | Rosemont Horizon                      |                     |
| Leg 2 – Europa       |                     |                     |                     |                                       |                     |
| 57                   | 5. Mai 1990         | Köln                | Deutschland         | Sporthalle                            |                     |
| 58                   | 7. Mai 1990         | Frankfurt am Main   | Deutschland         | Festhalle                             |                     |
| 59                   | 9. Mai 1990         | München             | Deutschland         | Olympiahalle                          |                     |
| 60                   | 11. Mai 1990        | Mailand             | Italien             | Palatrussardi                         |                     |
| 61                   | 15. Mai 1990        | Hamburg             | Deutschland         | Alsterdorfer Sporthalle               |                     |
| 62                   | 17. Mai 1990        | Rotterdam           | Niederlande         | Sportpaleis Ahoy’                     |                     |
| 63                   | 19. Mai 1990        | Kopenhagen          | Danemark            | Valby-Hallen                          |                     |
| 64                   | 21. Mai 1990        | London              | England             | Wembley Arena                         |                     |
| 65                   | 22. Mai 1990        | London              | England             | Wembley Arena                         |                     |
| 66                   | 25. Mai 1990        | London              | England             | Wembley Arena                         |                     |
| 67                   | 26. Mai 1990        | London              | England             | Wembley Arena                         |                     |
| 68                   | 29. Mai 1990        | London              | England             | Wembley Arena                         |                     |
| 69                   | 30. Mai 1990        | London              | England             | Wembley Arena                         |                     |
| 70                   | 2. Juni 1990        | Dublin              | Irland              | RDS Arena                             |                     |
| Leg 3 – Nordamerika  |                     |                     |                     |                                       |                     |
| 71                   | 17. Juni 1990       | Burgettstown        | Vereinigte Staaten  | Coca-Cola Star Lake Amphitheater      |                     |
| 72                   | 18. Juni 1990       | Burgettstown        | Vereinigte Staaten  | Coca-Cola Star Lake Amphitheater      |                     |
| 73                   | 19. Juni 1990       | East Rutherford     | Vereinigte Staaten  | Giants Stadium                        |                     |
| 74                   | 22. Juni 1990       | New York City       | Vereinigte Staaten  | Yankee Stadium                        |                     |
| 75                   | 23. Juni 1990       | New York City       | Vereinigte Staaten  | Yankee Stadium                        |                     |
| 76                   | 27. Juni 1990       | Providence          | Vereinigte Staaten  | Civic Center                          |                     |
| 77                   | 29. Juni 1990       | Providence          | Vereinigte Staaten  | Civic Center                          |                     |
| 78                   | 30. Juni 1990       | Providence          | Vereinigte Staaten  | Civic Center                          |                     |
| 79                   | 3. Juli 1990        | Atlanta             | Vereinigte Staaten  | The Omni                              |                     |
| 80                   | 5. Juli 1990        | Atlanta             | Vereinigte Staaten  | The Omni                              |                     |
| 81                   | 7. Juli 1990        | Orlando             | Vereinigte Staaten  | Orlando Arena                         |                     |
| 82                   | 8. Juli 1990        | Orlando             | Vereinigte Staaten  | Orlando Arena                         |                     |
| 83                   | 11. Juli 1990       | Greensboro          | Vereinigte Staaten  | Coliseum                              |                     |
| 84                   | 13. Juli 1990       | Landover            | Vereinigte Staaten  | Capital Center                        |                     |
| 85                   | 15. Juli 1990       | Landover            | Vereinigte Staaten  | Capital Center                        |                     |
| 86                   | 17. Juli 1990       | Richfield           | Vereinigte Staaten  | Coliseum                              |                     |
| 87                   | 21. Juli 1990       | Cincinnati          | Vereinigte Staaten  | Riverfront Coliseum                   |                     |
| 88                   | 23. Juli 1990       | St. Louis           | Vereinigte Staaten  | St. Louis Arena                       |                     |
| 89                   | 24. Juli 1990       | St. Louis           | Vereinigte Staaten  | St. Louis Arena                       |                     |
| 90                   | 2. August 1990      | Calgary             | Kanada              | Olympic Saddledome                    |                     |
| 91                   | 5. August 1990      | Vancouver           | Kanada              | Pacific Coliseum                      |                     |
| 92                   | 6. August 1990      | Portland            | Vereinigte Staaten  | Memorial Coliseum                     |                     |
| 93                   | 9. August 1990      | Winnipeg            | Kanada              | Winnipeg Arena                        |                     |
| 94                   | 11. August 1990     | East Troy           | Vereinigte Staaten  | Alpine Valley Music Theatre           |                     |
| 95                   | 12. August 1990     | Cincinnati          | Vereinigte Staaten  | Riverfront Coliseum                   |                     |
| 96                   | 15. August 1990     | Hershey             | Vereinigte Staaten  | Hersheypark Stadium                   |                     |
| 97                   | 18. August 1990     | East Rutherford     | Vereinigte Staaten  | Giants Stadium                        |                     |
| 98                   | 19. August 1990     | East Rutherford     | Vereinigte Staaten  | Giants Stadium                        |                     |
| 99                   | 22. August 1990     | Montréal            | Kanada              | Forum                                 |                     |
| 100                  | 23. August 1990     | Hamilton            | Kanada              | Copps Coliseum                        |                     |
| 101                  | 29. August 1990     | Wantagh             | Vereinigte Staaten  | Jones Beach Marine Theater            |                     |
| 102                  | 4. September 1990   | Wantagh             | Vereinigte Staaten  | Jones Beach Marine Theater            |                     |
| 103                  | 5. September 1990   | Wantagh             | Vereinigte Staaten  | Jones Beach Marine Theater            |                     |
| Leg 4 – Europa       |                     |                     |                     |                                       |                     |
| 104                  | 28. September 1990  | Dortmund            | Deutschland         | Westfalenhalle                        |                     |
| 105                  | 29. September 1990  | Berlin              | Deutschland         | Waldbühne                             |                     |
| 106                  | 4. Oktober 1990     | Hannover            | Deutschland         | Messehalle 3                          |                     |
| 107                  | 5. Oktober 1990     | Stuttgart           | Deutschland         | Schleyerhalle                         |                     |
| 108                  | 8. Oktober 1990     | Brüssel             | Belgien             | Forest National                       |                     |
| 109                  | 10. Oktober 1990    | Birmingham          | England             | National Exhibiton Centre             |                     |
| 110                  | 11. Oktober 1990    | Birmingham          | England             | National Exhibiton Centre             |                     |
| 111                  | 13. Oktober 1990    | Rotterdam           | Niederlande         | Sportpaleis Ahoy’                     |                     |
| 112                  | 16. Oktober 1990    | Frankfurt am Main   | Deutschland         | Festhalle                             |                     |
| 113                  | 17. Oktober 1990    | Zürich              | Schweiz             | Hallenstadion                         |                     |
| 114                  | 20. Oktober 1990    | Linz                | Osterreich          | Sporthalle                            |                     |
| 115                  | 25. Oktober 1990    | Rom                 | Italien             | PalaEUR                               |                     |
| Leg 5 – Nordamerika  |                     |                     |                     |                                       |                     |
| 116                  | 7. November 1990    | San Diego           | Vereinigte Staaten  | Sports Arena                          |                     |
| 117                  | 9. November 1990    | Phoenix             | Vereinigte Staaten  | Desert Sky Pavilion                   |                     |
| 118                  | 11. November 1990   | Salt Lake City      | Vereinigte Staaten  | Salt Palace                           |                     |
| 119                  | 13. November 1990   | Minneapolis         | Vereinigte Staaten  | Target Center                         |                     |
| 120                  | 15. November 1990   | Minneapolis         | Vereinigte Staaten  | Target Center                         |                     |
| 121                  | 16. November 1990   | Minneapolis         | Vereinigte Staaten  | Target Center                         |                     |
| 122                  | 19. November 1990   | Minneapolis         | Vereinigte Staaten  | Target Center                         |                     |
| 123                  | 21. November 1990   | Kansas City         | Vereinigte Staaten  | Kemper Arena                          |                     |
| 124                  | 23. November 1990   | Houston             | Vereinigte Staaten  | The Summit                            |                     |
| 125                  | 25. November 1990   | Dallas              | Vereinigte Staaten  | Reunion Arena                         |                     |
| 126                  | 27. November 1990   | Austin              | Vereinigte Staaten  | Frank Erwin Center                    |                     |
| 127                  | 28. November 1990   | Houston             | Vereinigte Staaten  | The Summit                            |                     |
| 128                  | 1. Dezember 1990    | Ames                | Vereinigte Staaten  | Hilton Coliseum                       |                     |
| 129                  | 2. Dezember 1990    | Ames                | Vereinigte Staaten  | Hilton Coliseum                       |                     |
| 130                  | 6. Dezember 1990    | Indianapolis        | Vereinigte Staaten  | Market Square Arena                   |                     |
| 131                  | 8. Dezember 1990    | Buffalo             | Vereinigte Staaten  | Memorial Auditorium                   |                     |
| 132                  | 9. Dezember 1990    | Albany              | Vereinigte Staaten  | Knickerbocker Arena                   |                     |
| 133                  | 12. Dezember 1990   | Pittsburgh          | Vereinigte Staaten  | Civic Arena                           |                     |
| 134                  | 13. Dezember 1990   | Buffalo             | Vereinigte Staaten  | Memorial Auditorium                   |                     |
| 135                  | 16. Dezember 1990   | Albany              | Vereinigte Staaten  | Knickerbocker Arena                   |                     |
| 136                  | 17. Dezember 1990   | Albany              | Vereinigte Staaten  | Knickerbocker Arena                   |                     |
| 137                  | 18. Dezember 1990   | Albany              | Vereinigte Staaten  | Knickerbocker Arena                   |                     |
| Leg 6 – Australasien |                     |                     |                     |                                       |                     |
| 138                  | 2. Januar 1991      | Tokio               | Japan               | Tokyo Dome                            |                     |
| 139                  | 3. Januar 1991      | Tokio               | Japan               | Tokyo Dome                            |                     |
| 140                  | 6. Januar 1991      | Osaka               | Japan               | Ōsaka-jō Hall                         |                     |
| 141                  | 7. Januar 1991      | Osaka               | Japan               | Ōsaka-jō Hall                         |                     |
| 142                  | 10. Januar 1991     | Yokohama            | Japan               | Yokohama Arena                        |                     |
| 143                  | 12. Januar 1991     | Nagoya              | Japan               | Rainbow Hall                          |                     |
| 144                  | 13. Januar 1991     | Osaka               | Japan               | Ōsaka-jō Hall                         |                     |
| 145                  | 15. Januar 1991     | Subic               | Philippinen         | United States Naval Base at Subic Bay |                     |
| 146                  | 16. Januar 1991     | Tarlac City         | Philippinen         | Clark Air Base                        |                     |
| 147                  | 22. Januar 1991     | Sydney              | Australien          | Entertainment Centre                  |                     |
| 148                  | 23. Januar 1991     | Sydney              | Australien          | Entertainment Centre                  |                     |
| 149                  | 26. Januar 1991     | Sydney              | Australien          | Entertainment Centre                  |                     |
| 150                  | 27. Januar 1991     | Sydney              | Australien          | Entertainment Centre                  |                     |
| 151                  | 30. Januar 1991     | Sydney              | Australien          | Entertainment Centre                  |                     |
| 152                  | 1. Februar 1991     | Sydney              | Australien          | Entertainment Centre                  |                     |
| 153                  | 2. Februar 1991     | Sydney              | Australien          | Entertainment Centre                  |                     |
| 154                  | 6. Februar 1991     | Brisbane            | Australien          | Entertainment Centre                  |                     |
| 155                  | 8. Februar 1991     | Brisbane            | Australien          | Entertainment Centre                  |                     |
| 156                  | 9. Februar 1991     | Brisbane            | Australien          | Entertainment Centre                  |                     |
| 157                  | 12. Februar 1991    | Adelaide            | Australien          | Memorial Drive Tennis Centre          |                     |
| 158                  | 16. Februar 1991    | Perth               | Australien          | Subiaco Oval                          |                     |
| 159                  | 20. Februar 1991    | Melbourne           | Australien          | National Tennis Centre                |                     |
| 160                  | 21. Februar 1991    | Melbourne           | Australien          | National Tennis Centre                |                     |
| 161                  | 24. Februar 1991    | Melbourne           | Australien          | National Tennis Centre                |                     |
| 162                  | 25. Februar 1991    | Melbourne           | Australien          | National Tennis Centre                |                     |
| 163                  | 28. Februar 1991    | Melbourne           | Australien          | National Tennis Centre                |                     |
| 164                  | 2. März 1991        | Sydney              | Australien          | Entertainment Centre                  |                     |
| 165                  | 4. März 1991        | Sydney              | Australien          | Entertainment Centre                  |                     |
| 166                  | 5. März 1991        | Sydney              | Australien          | Entertainment Centre                  |                     |
| 167                  | 10. März 1991       | Sydney              | Australien          | Entertainment Centre                  |                     |
| Leg 7 – Nordamerika  |                     |                     |                     |                                       |                     |
| 168                  | 19. März 1991       | Mexiko-Stadt        | Mexiko              | Palacio de los Deportes               |                     |
| 169                  | 20. März 1991       | Mexiko-Stadt        | Mexiko              | Palacio de los Deportes               |                     |
| 170                  | 23. März 1991       | Mexiko-Stadt        | Mexiko              | Palacio de los Deportes               |                     |
| 171                  | 24. März 1991       | Mexiko-Stadt        | Mexiko              | Palacio de los Deportes               |                     |

## Band
- Billy Joel: Gesang, Klavier, Keyboards, Mundharmonika, Gitarre
- Mark Rivera: Saxophon, Flöte, Klarinette, Percussion, Keyboards, Gitarre, Hintergrundgesang
- Schuyler Deale: Bass, Hintergrundgesang
- David Brown: Gitarre, Hintergrundgesang
- Mindy Jostyn: Violine, Gitarre
- Tommy Byrnes: Gitarre
- Jeff Jacobs: Keyboards
- Crystal Taliefero: Percussion, Saxophon, Gitarre
- Liberty DeVitto: Schlagzeug. Percussion